# Dugan (cráter)

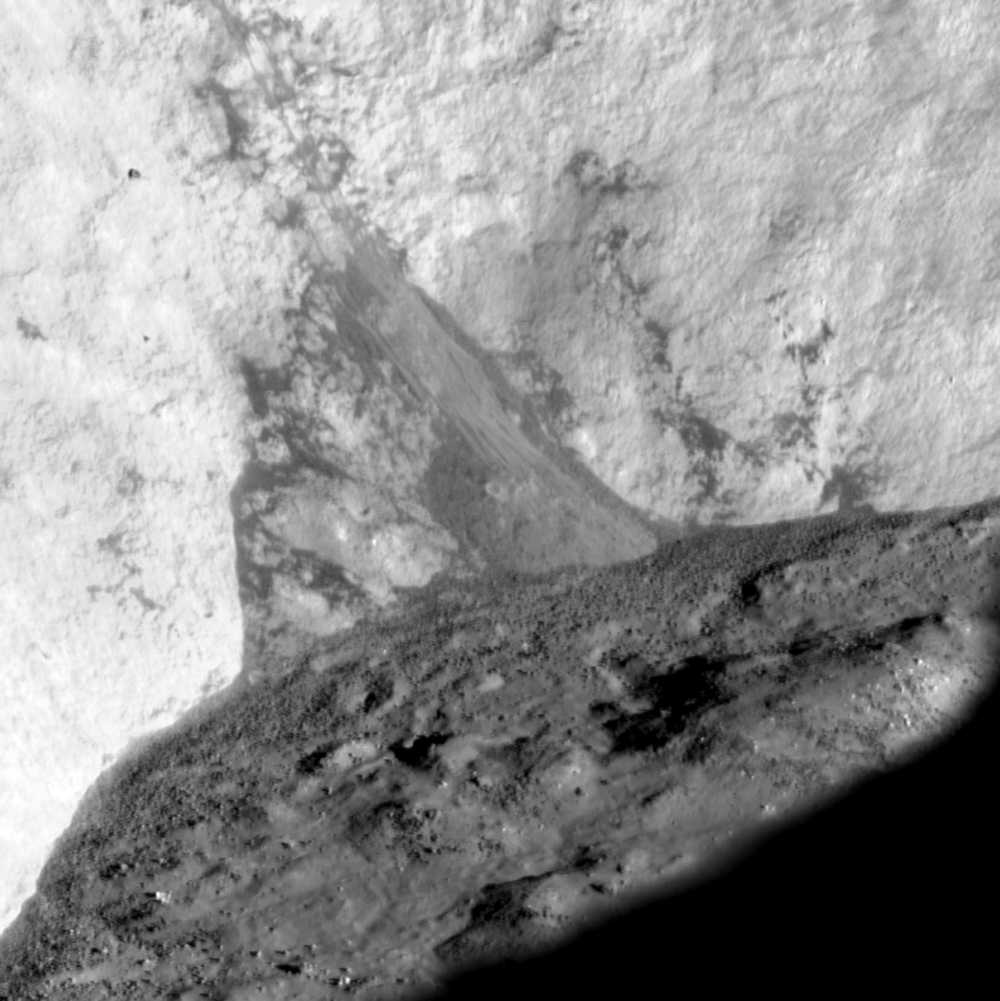
Fotografía de la misión Lunar Reconnaissance Orbiter

Dugan es un cráter de impacto que se encuentra en la parte norte de la cara oculta de la Luna, al suroeste de la gran llanura amurallada del cráter Schwarzschild, y hacia el norte del cráter Compton.
|  |

Se trata de un cráter muy desgastado y erosionado con una pared exterior que forma un anillo irregular de picos y valles que rodean el suelo interior, que carece relativamente de rasgos distintivos. El cráter actualmente es poco más que una depresión circular en el terreno lunar accidentado. Los cráteres presentan una apariencia suavizada, posiblemente debido al efecto de eyecciones superpuestas de los mucho más grandes Schwarzschild y Compton.

## Cráteres satélite
Por convención estos elementos son identificados en los mapas lunares poniendo la letra en el lado del punto medio del cráter que está más cerca de Dugan.
|       | \| Dugan \| Coordenadas \| Diámetro \| \| ----- \| ------------------------------ \| -------- \| \| J \| 61°36′N 108°00′E / 61.6, 108.0 \| 13 km \| \| X \| 67°48′N 98°30′E / 67.8, 98.5 \| 14 km \| |          |
| Dugan | Coordenadas | Diámetro |
| J     | 61°36′N 108°00′E / 61.6, 108.0 | 13 km    |
| X     | 67°48′N 98°30′E / 67.8, 98.5 | 14 km    |